# 정학진
정학진(丁學珍, 1863년 ~ 1912년)은 조선시대의 판소리 명창이다. 전남 함평에서 태어났다. 명창 정창업의 큰아버지로 같은 명창인 박유전의 문하에서 판소리를 배웠다. 적벽가, 흥보가, 수궁가에 특기가 있었고 그의 더늠이 조카인 정광수에게 이어졌다.